# Longueville (Sekwana i Marna)
Longueville – miejscowość i gmina we Francji, w regionie Île-de-France, w departamencie Sekwana i Marna.
Według danych na rok 1990 gminę zamieszkiwało 1488 osób, a gęstość zaludnienia wynosiła 265 osób/km² (wśród 1287 gmin regionu Île-de-France Longueville plasuje się na 553. miejscu pod względem liczby ludności, natomiast pod względem powierzchni na miejscu 635.).